# Malacanthus
Malacanthus är ett släkte av fiskar. Malacanthus ingår i familjen Malacanthidae.
Kladogram enligt Catalogue of Life:
| Malacanthus | \| \| Malacanthus brevirostris \| \| \| \| \| \| Malacanthus latovittatus \| \| \| \| \| \| Malacanthus plumieri \| \| \| \| |
|             | \| \| Malacanthus brevirostris \| \| \| \| \| \| Malacanthus latovittatus \| \| \| \| \| \| Malacanthus plumieri \| \| \| \| |
|             | Branchiostegus |
|             | |
|             | Caulolatilus |
|             | |
|             | Hoplolatilus |
|             | |
|             | Lopholatilus |
|             | |
|             | Malacanthus brevirostris |
|             | |
|             | Malacanthus latovittatus |
|             | |
|             | Malacanthus plumieri |
|             | |

|  | Malacanthus brevirostris |
|  |                          |
|  | Malacanthus latovittatus |
|  |                          |
|  | Malacanthus plumieri     |
|  |                          |